# Döllbach (Eichenzell)
Döllbach ist der kleinste Ortsteil der Gemeinde Eichenzell im osthessischen Landkreis Fulda.

## Geographische Lage
Das Dorf Döllbach liegt in den westlichen Ausläufern der Rhön östlich von Büchenberg an der Mündung des Thalaubachs in den Döllbach. Durch den Ort verläuft die Landesstraße 3207. Am nördlichen Ortsrand treffen sich die ehemalige Bundesstraße 27 – inzwischen herabgestuft zur L 2790 – und die Bundesstraße 279. Im Osten führt die Bundesautobahn 7 an Döllbach vorbei.

## Geschichte

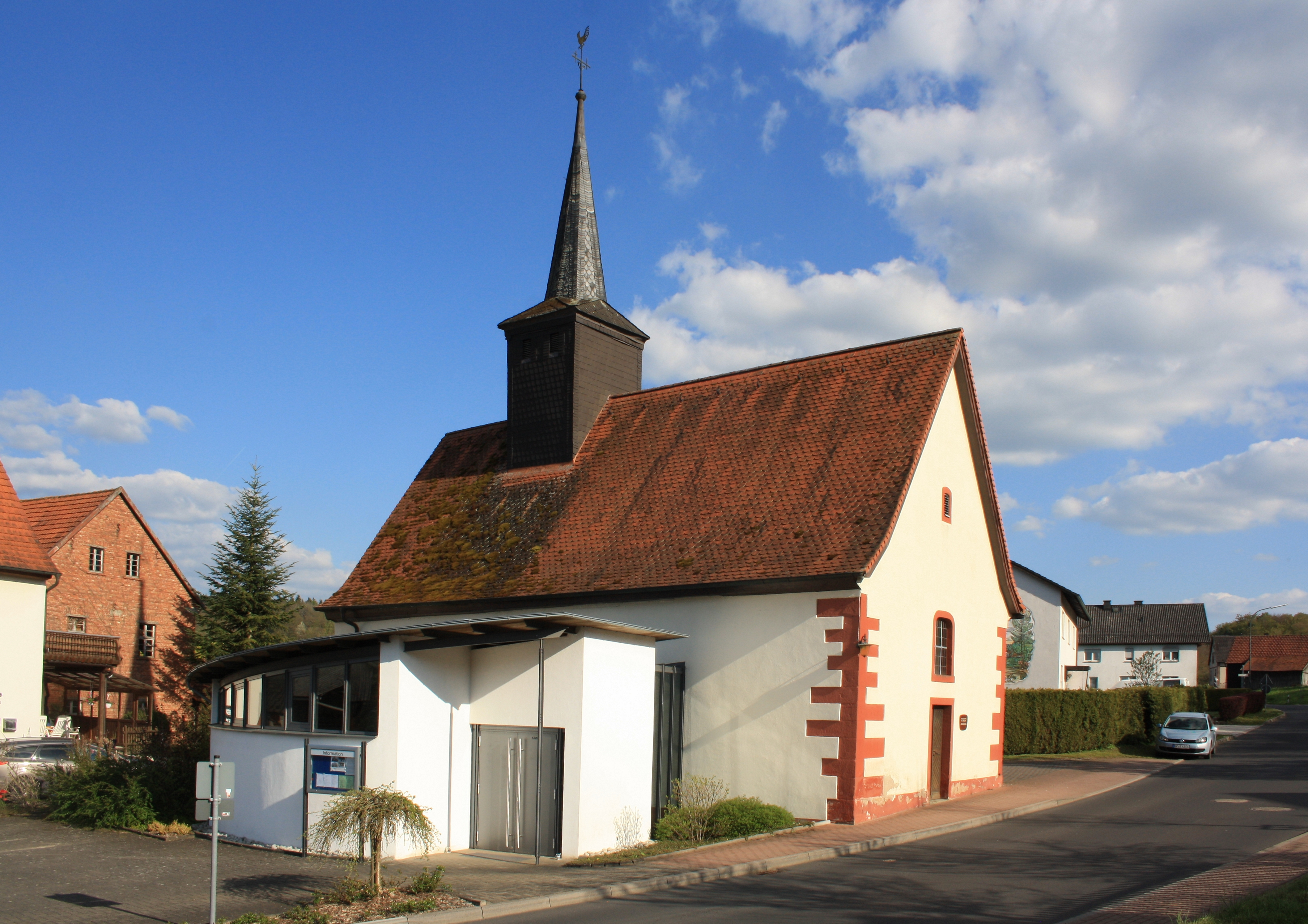
Kath. Filialkirche St. Odilia

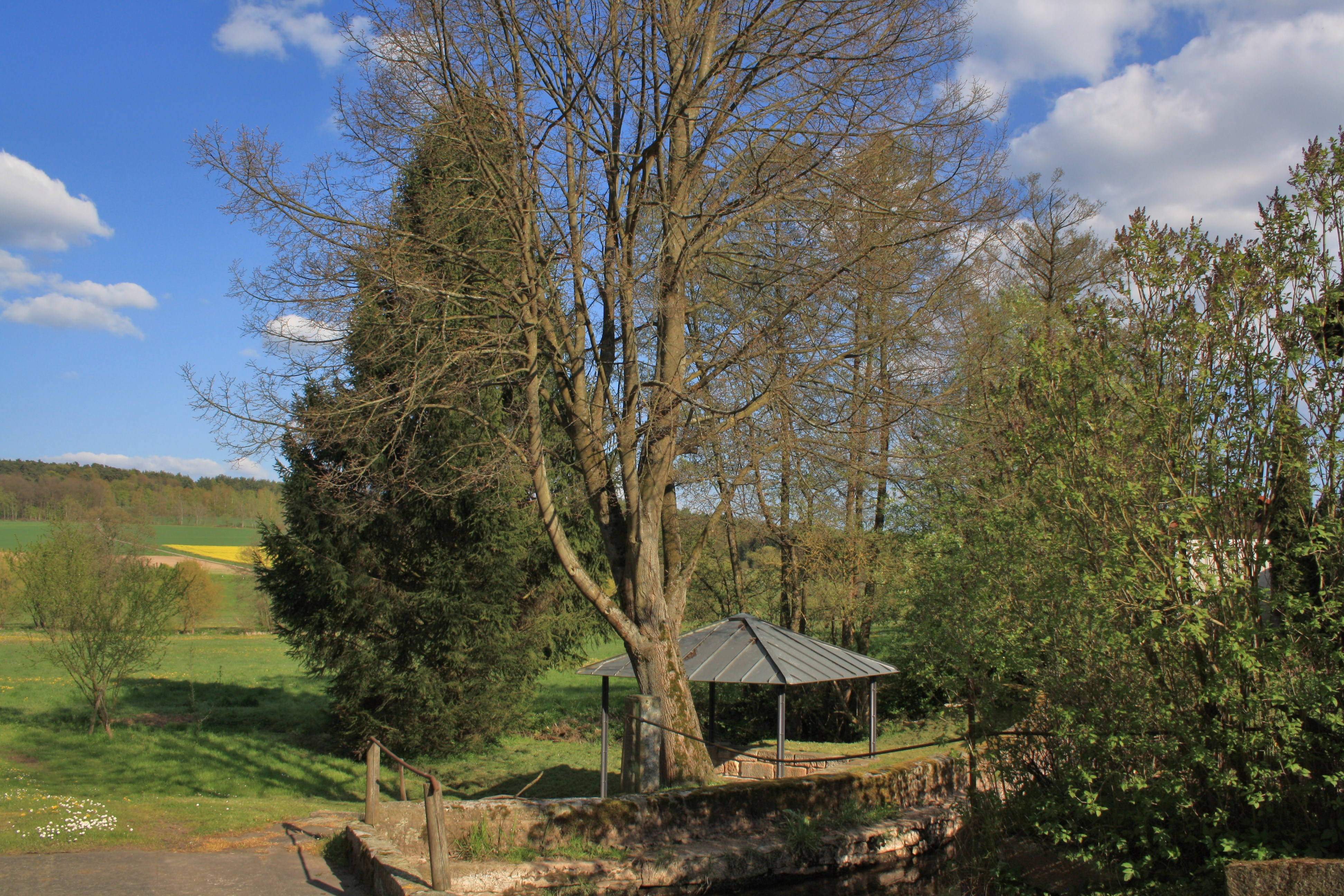
Der Odilienborn St. Odilia

### Ortsgeschichte
Die älteste bekannte schriftliche Erwähnung von Döllbach im Jahr 852.
Der Ortsname Delbach wird mit Siedlung am Dela-Bach übersetzt. Döllbach war früher Grenzort zwischen Hessen und Bayern. Die Kapelle wurde um 1500 erbaut.
Zum 31. Dezember 1971 wurde die bis dahin selbständige Gemeinde Döllbach im Zuge der Gebietsreform in Hessen auf freiwilliger Basis in die Gemeinde Eichenzell als Ortsteil eingegliedert.
Für Döllbach wurde, wie für die übrigen Ortsteile von Eichenzell, ein Ortsbezirk eingerichtet.

### Verwaltungsgeschichte im Überblick
Die folgende Liste zeigt die Staaten und Verwaltungseinheiten, denen Döllbach angehört(e):
- vor 1803: Heiliges Römisches Reich, Hochstift Fulda, Amt/Oberamt Neuhof
- 1803–1806: Heiliges Römisches Reich, Fürstentum Nassau-Oranien-Fulda, Fürstentum Fulda, Amt Neuhof
- 1806–1810: Kaiserreich Frankreich, Fürstentum Fulda (Militärverwaltung)
- 1810–1813: Großherzogtum Frankfurt, Departement Fulda, Distrikt Neuhof
- ab 1816: Kurfürstentum Hessen, Großherzogtum Fulda, Amt Neuhof[7]
- ab 1821/22: Kurfürstentum Hessen, Provinz Fulda, Kreis Fulda[8][Anm. 2]
- ab 1848: Kurfürstentum Hessen, Bezirk Fulda
- ab 1851: Kurfürstentum Hessen, Provinz Fulda, Kreis Fulda
- ab 1867: Königreich Preußen,[Anm. 3] Provinz Hessen-Nassau, Regierungsbezirk Kassel, Kreis Fulda
- ab 1871: Deutsches Reich,  Königreich Preußen, Provinz Hessen-Nassau, Regierungsbezirk Kassel, Kreis Fulda
- ab 1918: Deutsches Reich, Freistaat Preußen, Provinz Hessen-Nassau, Regierungsbezirk Kassel, Kreis Fulda
- ab 1944: Deutsches Reich, Freistaat Preußen, Provinz Kurhessen, Landkreis Fulda
- ab 1945: Deutsches Reich, Amerikanische Besatzungszone,[Anm. 4] Groß-Hessen, Regierungsbezirk Kassel, Landkreis Fulda
- ab 1946: Deutsches Reich, Amerikanische Besatzungszone, Hessen, Regierungsbezirk Kassel, Landkreis Fulda
- ab 1949: Bundesrepublik Deutschland, Hessen, Regierungsbezirk Kassel, Landkreis Fulda
- ab 1972: Bundesrepublik Deutschland, Hessen, Regierungsbezirk Kassel, Landkreis Fulda, Gemeinde Eichenzell[Anm. 5]

## Einwohnerentwicklung

### Einwohnerentwicklung
| • 1812: | 18 Feuerstellen, 160 Seelen |

| Döllbach: Einwohnerzahlen von 1812 bis 2023 | Döllbach: Einwohnerzahlen von 1812 bis 2023 | Döllbach: Einwohnerzahlen von 1812 bis 2023 | Döllbach: Einwohnerzahlen von 1812 bis 2023 | Döllbach: Einwohnerzahlen von 1812 bis 2023 |
| --- | ------------------------------------------- | ------------------------------------------- | ------------------------------------------- | ------------------------------------------- |
| Jahr |                                             |                                             |                                             | Einwohner                                   |
| 1812 | 1812                                        |                                             | 160                                         | 160                                         |
| 1834 | 1834                                        |                                             | 188                                         | 188                                         |
| 1840 | 1840                                        |                                             | 190                                         | 190                                         |
| 1846 | 1846                                        |                                             | 207                                         | 207                                         |
| 1852 | 1852                                        |                                             | 199                                         | 199                                         |
| 1858 | 1858                                        |                                             | 190                                         | 190                                         |
| 1864 | 1864                                        |                                             | 174                                         | 174                                         |
| 1871 | 1871                                        |                                             | 159                                         | 159                                         |
| 1875 | 1875                                        |                                             | 142                                         | 142                                         |
| 1885 | 1885                                        |                                             | 147                                         | 147                                         |
| 1895 | 1895                                        |                                             | 154                                         | 154                                         |
| 1905 | 1905                                        |                                             | 158                                         | 158                                         |
| 1910 | 1910                                        |                                             | 148                                         | 148                                         |
| 1925 | 1925                                        |                                             | 166                                         | 166                                         |
| 1939 | 1939                                        |                                             | 175                                         | 175                                         |
| 1946 | 1946                                        |                                             | 210                                         | 210                                         |
| 1950 | 1950                                        |                                             | 239                                         | 239                                         |
| 1956 | 1956                                        |                                             | 204                                         | 204                                         |
| 1961 | 1961                                        |                                             | 218                                         | 218                                         |
| 1967 | 1967                                        |                                             | 260                                         | 260                                         |
| 1970 | 1970                                        |                                             | 187                                         | 187                                         |
| 1980 | 1980                                        |                                             | ?                                           | ?                                           |
| 1990 | 1990                                        |                                             | ?                                           | ?                                           |
| 1996 | 1996                                        |                                             | 172                                         | 172                                         |
| 2000 | 2000                                        |                                             | 159                                         | 159                                         |
| 2005 | 2005                                        |                                             | 153                                         | 153                                         |
| 2011 | 2011                                        |                                             | 135                                         | 135                                         |
| 2016 | 2016                                        |                                             | 149                                         | 149                                         |
| 2020 | 2020                                        |                                             | 164                                         | 164                                         |
| 2023 | 2023                                        |                                             | 195                                         | 195                                         |
| Datenquelle: Historisches Gemeindeverzeichnis für Hessen: Die Bevölkerung der Gemeinden 1834 bis 1967. Wiesbaden: Hessisches Statistisches Landesamt, 1968. Weitere Quellen: LAGIS; Gemeinde Eichenzell; Zensus 2011 |                                             |                                             |                                             |                                             |

### Einwohnerstruktur 2011
Nach den Erhebungen des Zensus 2011 lebten am Stichtag dem 9. Mai 2011 in Döllbach 135 Einwohner. Darunter waren 3 (2,2 %) Ausländer.
Nach dem Lebensalter waren 18 Einwohner unter 18 Jahren, 66 zwischen 18 und 49, 30 zwischen 50 und 64 und 24 Einwohner waren älter.
Die Einwohner lebten in 60 Haushalten. Davon waren 21 Singlehaushalte, 9 Paare ohne Kinder und 18 Paare mit Kindern, sowie 9 Alleinerziehende und 3 Wohngemeinschaften. In 12 Haushalten lebten ausschließlich Senioren und in 42 Haushaltungen lebten keine Senioren.

### Historische Religionszugehörigkeit
| • 1885: | ein evangelischer (= 0,68 %), 146 katholische (= 99,32 %) Einwohner |
| • 1961: | 14 evangelische (= 6,42 %), 202 katholische (= 92,66 %) Einwohner   |

## Politik

### Ortsbeirat
Für den Ortsteil Döllbach besteht ein Ortsbezirk (Gebiete der ehemaligen Gemeinde Döllbach) mit Ortsbeirat und Ortsvorsteher nach der Hessischen Gemeindeordnung.
Der Ortsbeirat besteht aus fünf Mitgliedern. Bei den Kommunalwahlen in Hessen 2021 betrug die Wahlbeteiligung zum Ortsbeirat 66,92 %. Alle Kandidaten gehörten der Freien Wählergemeinschaft Döllbach an. Der Ortsbeirat wählte Markus Roth zum Ortsvorsteher.

## Bürgermeister und Ortsvorsteher

### Bürgermeister
- vor 1900: Albertus Auth
- ca. 1900–1920: Norbert Roth
- 1920–1945: Karl Herget
- 1945–1960: Josef Bolz
- 1960–1971: Hermann Herget

### Ortsvorsteher
- 1971–1993: Hermann Herget
- 1993–2001: Ludwig Ackermann
- 2001–2011: Otto Herget
- seit 2011: Markus Roth